# Syrinks (anatomia ptaków)
Syrinks (krtań tylna) – narząd głosowy ptaków. Znajduje się u podstawy tchawicy, w miejscu, gdzie rozdziela się ona na oskrzela.
Taki układ anatomiczny, w odróżnieniu od krtani ulokowanej w górnej części układu oddechowego jest korzystniejszy pod względem energetycznym (przy tym samym wydatku energii ptaki uzyskują większą siłę głosu), a także pozwala na wytwarzanie dwóch niezależnych dźwięków dzięki wykorzystaniu przepływu powietrza odrębnie z prawego i lewego płuca.